# Saburo Matsui
Saburo Matsui (松井三郎, 1944) é um engenheiro ambiental japonês. É professor emérito da Universidade de Kyoto e participa da comissão que trata sobre os efeitos do aquecimento global, presidida por Yasuo Fukuda.
É membro da Sociedade Japonesa de Engenheiros Civis.

## Prêmios
Sabugo Matsui possui os seguintes prêmios por sua destacada atuação:
- 2002 - Prêmio académico da Sociedade Japonesa de Sustentabilidade Ambiental concedido por Yasuo Fukuda.[1]
- 1996 - RA Vollenweider Lecturship Prize (Ministério do Meio Ambiente do Canadá)[2]
- 1995 - Artigo premiado na Sociedade da Comissão de Engenharia Ambiental e Engenheiros Civis.